# Westerstrand
Het Westerstrand is een strand in het westen van het eiland Schiermonnikoog. De oppervlakte van het strand hangt af van de getijden. In het zuidwesten is een brede zandplaat, het Rif, die ontstond door de afsluiting van de Lauwerszee. Achter het Westerstrand liggen de Westerduinen. Het strand en de duinen zijn honderden meters breed.
Vóór 1720 lag een dorpje, Westerburen, op de plaats waar nu het Westerstrand ligt. Op een kaart uit de 17e eeuw zijn een kerk, een molen en veertien huizen te zien. Vanaf 1650 kwam de zee steeds dichterbij en werden de huizen weggeslagen, tot het hele dorp verdwenen was.